# Adolf von Massenbach
Albrecht Heinrich Adolf Freiherr von Massenbach (* 23. August 1868 in Fraustadt; † 29. April 1947 in Potsdam-Babelsberg) war ein preußischer Landrat in Wreschen und Regierungspräsident in Potsdam.

## Herkunft und Familie
Seine Eltern waren Friedrich Wilhelm Leonhard von Massenbach (* 6. November 1835; † 10. Juli 1883) und dessen Ehefrau die Freiin Marie Cornelie von Forstner von Dambenoy (* 24. Oktober 1838; † 3. Dezember 1908). Sein Vater war Landrat in Fraustadt.
Sein Bruder Fabian (1872–1948) war Oberstleutnant und Flügeladjutant von Ernst Ludwig, Großherzog von Hessen und bei Rhein.

## Leben
Adolf von Massenbach legte 1887 in Züllichau die Abiturprüfung ab. Anschließend studierte er in Göttingen und Berlin Rechtswissenschaften. 1888 wurde er Mitglied des Corps Saxonia Göttingen. 1891 wurde er zum Dr. jur. promoviert. Nach Referendar- und Assessorexamen sowie dem Militärdienst beim Kürassier-Regiment „von Seydlitz“ (Magdeburgisches) Nr. 7 in Magdeburg wurde er 1901 Landrat in Wreschen. 1908 wurde er zum Vortragenden Rat in das Preußische Ministerium für Landwirtschaft, Domänen und Forsten berufen. 1916 erfolgte seine Ernennung zum Direktor und Abteilungsleiter im Kriegsernährungsamt. 1917 wurde er Regierungspräsident in Potsdam. Aus dem Amt schied er 1919 auf eigenen Wunsch aus.
Massenbach wurde Generaldirektor der Graf von Arnim’schen Waldgutstiftung und zugleich Generalbevollmächtigter des Grafen von Arnim-Muskau. Er war Aufsichtsratsmitglied der Ostelbischen Braunkohlensyndikat GmbH.

## Auszeichnungen
- 1908 Ernennung zum Geheimen Regierungsrat
- 1913 Ernennung zum Geheimen Oberregierungsrat
- Ritter des Johanniterordens
- Ritter des Königlichen Preußischen Kronenordens
- Eisernes Kreuz II. Klasse